# Rudy Rucker
Rudy Rucker nato Rolf Von Bitter Rucker (Louisville, 22 marzo 1946) è uno scrittore, matematico e informatico statunitense, autore di romanzi di fantascienza.

## Biografia
Nasce a Louisville, nel Kentucky (USA), da una famiglia che vanta una discendenza diretta dal filosofo tedesco Hegel. Per la precisione Hegel è il suo bis-bisnonno.
Nel 1972 ottiene il dottorato in logica matematica alla Rutgers University.
Malgrado la sua professione, Rucker ha sempre avuto un debole per la fantascienza. Nel 1980 esordisce in questo campo con Luce bianca (White Light, or, What Is Cantor's Continuum Problem?), dove cala in un ambiente fantascientifico degli elementi logico-matematici.
È del 1982 una delle sue opere più famose: Software - I nuovi robot (Software), primo episodio di una tetralogia, il cosiddetto ciclo del ware, conclusa solo nel 2000. In quest'opera che copre quasi 20 anni, Rucker analizza e porta all'eccesso elementi come l'intelligenza artificiale, la robotica e la logica fuzzy, senza dimenticare l'uso di stupefacenti, presente in modo costante nei suoi romanzi. Tramite le droghe, infatti, alcuni hanno ipotizzato di poter conoscere diversi sistemi di percezione, ma Rucker stesso afferma che ha ottenuto di più con la preghiera e la meditazione.
Nel 1984 ottiene un altro successo con Su e giù per lo spazio-tempo (Master of Space and Time), dove cala i suoi personaggi in complessi trabocchetti quantistici. In una parte del romanzo si è dichiaratamente ispirato alle opere di M.C. Escher, in particolare Sempre più piccolo I e Sempre più piccolo II (Kleiner en kleiner I, Kleiner en kleiner II).
Rucker viene considerato un esponente del movimento fantascientifico cyberpunk, eppure lui preferisce dichiararsi fondatore di un proprio stile personale: quello del transrealismo. « L'essenza del transrealismo - dice Rucker stesso - consiste nel raccontare la propria vita reale in termini fantastici ».

## Pseudonimi
In tutte le sue opere l'autore è presente sotto forma di alter ego. In un'intervista riportata in Seek! vengono descritte le varie fasi. (Il titolo del romanzo è seguito dal nome del suo alter ego)
- 1963-1967
  - Il segreto di Conrad - Conrad Bunger
- 1967-1972
  - Spacetime Donuts - Vernor Maxwell
- 1972-1978
  - Luce Bianca - Felix Rayman
- 1978-1980
  - The Sex Sphere - Alwin Bitter
- 1986-1992
  - Le formiche nel computer - Jerzy Rugby
- 1992-1997
  - Saucer Wisdom - Rudy Rucker

## Opere

### Ciclo del ware
- Rudy Rucker, Software. I nuovi robot [Software], collana Quark 1, traduzione di Daniele Brolli e Antonio Caronia, Bologna, Phoenix, 1995  [1982], ISBN 88-86435-06-1.
  -  Rudy Rucker, Software. I nuovi robot, collana Urania 1382, traduzione di Daniele Brolli e Antonio Caronia, Milano, A. Mondadori, 2000.
  -  Rudy Rucker, Software. I nuovi robot, collana Urania collezione 186, traduzione di Daniele Brolli e Antonio Caronia, Milano, Mondadori, 2018.
- Rudy Rucker, Wetware, gli uomini robot [Wetware], collana Urania 1419, traduzione di Daniele Brolli e Margherita Galetti, Milano, A. Mondadori, 2001, 2015 (2ª ed.)  [1988].
- Rudy Rucker, Freeware la nuova carne [Freeware], collana Urania 1428, traduzione di Daniele Brolli e Margherita Galetti, Milano, A. Mondadori, 2001  [1997].
- Rudy Rucker, Realware. La materia infinita [Realware], collana Urania 1497, traduzione di Daniele Brolli e Margherita Galetti, Milano, Mondadori, 2005  [2000].

### Ciclo transreale
- Rudy Rucker, Luce bianca. Che cos'è il problema del continuo di Cantor? [White light], collana I grandi tascabili. Gli squali 17, traduzione di Giancarlo Carlotti, Milano, Bompiani, 1996  [1980], ISBN 88-452-2739-1.
- Rudy Rucker, Il segreto di Conrad [The secret of life], collana Urania 1463, traduzione di Vittorio Curtoni, Milano, A. Mondadori, 2003  [1985].
- (EN) Saucer Wisdom, 1999.

### Narrativa
- (EN) Spacetime Donuts, 1981.
- (EN) The Sex Sphere, 1983.
- Rudy Rucker, Signore dello spazio e del tempo [Master of space and time], collana Urania 1030, traduzione di Marco Paggi e Dida Paggi, Milano, A. Mondadori, 1986  [1984].
  -  Rudy Rucker, Su e giù per lo spazio-tempo, collana Einaudi tascabili 497, traduzione di Antonio Caronia, postfazione di Daniele Brolli, Torino, Einaudi, 1998, ISBN 88-06-14658-0.
- (EN) The Hollow Earth, 1990.
- Rudy Rucker, Le formiche nel computer [The hacker and the ants], collana Cyberpunk 1, traduzione di Giancarlo Carlotti, postfazione di Daniele Brolli, Roma, Fanucci, 1996  [1994], ISBN 88-347-0539-4.
- (EN) Spaceland, 2002.
- (EN) As Above, So Below: a Novel of Peter Bruegel, 2002.
- (EN) Frek and the Elixir, 2004.
- (EN) Mathematicians in Love, 2006.
- (EN) Postsingular, 2007.
- (EN) Hylozoic, 2009.
- (EN) Jim and the Flims, 2011.
- (EN) Turing and Burroughs, 2012.
- (EN) The Big Aha, 2013.
- (EN) Return to the Hollow Earth, 2018.
- (EN) Million Mile Road Trip, 2019.

### Racconti
- 1983 - Message Found in a Copy of "Flatland"
- 1983 - Le imprese di Houdini, raccolto in Mirrorshades, Urania Collezione n. 9
- 1984 - Monumento alla Terza Internazionale, raccolto in Forse domani, Urania n. 1019
- 1986 - In Frozen Time
- 1986 - Morte Soft (Soft Death), raccolto in L'universo Cyber 2 (Editrice Nord, 2001)
- 1988 - Condotto di probabilità (Probability Pipeline) insieme a Marc Laidlaw, raccolto in L'universo Cyber 2 (Editrice Nord, 2001)
- 1993 - Easy As Pie
- 1994 - Conquistare il cosmo (Storming the Cosmos) insieme a Bruce Sterling, raccolto in Urania Millemondi Estate 1994
- 1994 - La grande gelatina (Big Jelly) insieme a Bruce Sterling, raccolto in Un futuro all'antica, Solaria (Fanucci) n. 9
- 1996 - Randy Karl Tucker, or, The Education of a Moldie-Lover (estratto da Freeware)

### Antologie
- 1983 - The 57th Franz Kafka
- 1991 - Transreal!
- 1994 - Live Robots
- 1997 - Moldies and Meatbops (raccolta dei primi tre romanzi del Ciclo del Ware)
- 1999 - Seek!
- 2000 - Gnarl!

### Saggistica
- 1977 - Geometry, Relativity and the Fourth Dimension
- 1982 - La mente e l'infinito (Infinity and the Mind, Muzzio (ISBN 88-7021-544-X)
- 1984 - La quarta dimensione (The Fourth Dimension. A Guided Tour of the Higher Universes), Adelphi (ISBN 88-459-1075-X)
- 1987 - Mind Tools: The Five Levels of Mathematical Reality
- 1991 - All the Visions, biografia
- 1994 - Artificial Life Lab
- 1999 - Saucer Wisdom, romanzo/saggio
- 2000 - Filosofo cyberpunk, Di Renzo Editore
- 2002 - Software Engineering and Computer Games